# Polyamido-imidy
Polyamido-imidy jsou plasty (může jít o termosety i termoplasty) obsahující v polymerním řetězci amidové i imidové funkční skupiny. Jedná se o amorfní látky, které mají jedinečnou mechanickou, tepelnou i chemickou odolnost. Používají se například jako izolanty drátů u elektromagnetů. Vyráběny jsou z isokyanátů a anhydridu kyseliny mellitové v N-methyl-2-pyrrolidonu (NMP).
Polyamido-imidy mají některé vlastnosti obvyklé u polyamidů a jiné běžné u polyimidů, jako jsou vysoká odolnost, zpracovatelnost v kapalné podobě, vysoká měrná tepelná kapacita a chemická odolnost. Polyamido-imidové polymery lze zpracovat mnoha způsoby, jako jsou vstřikování a vtlačování tavenin či tvorba povlaků, vláken a lepidel.
Podobnými odolnými polymery jsou polyetheretherketony a polyimidy.

## Výroba
Nejpoužívanější způsoby výroby polyamido-imidů jsou acylchloridový a isokyanátový.

### Acylchloridová výroba

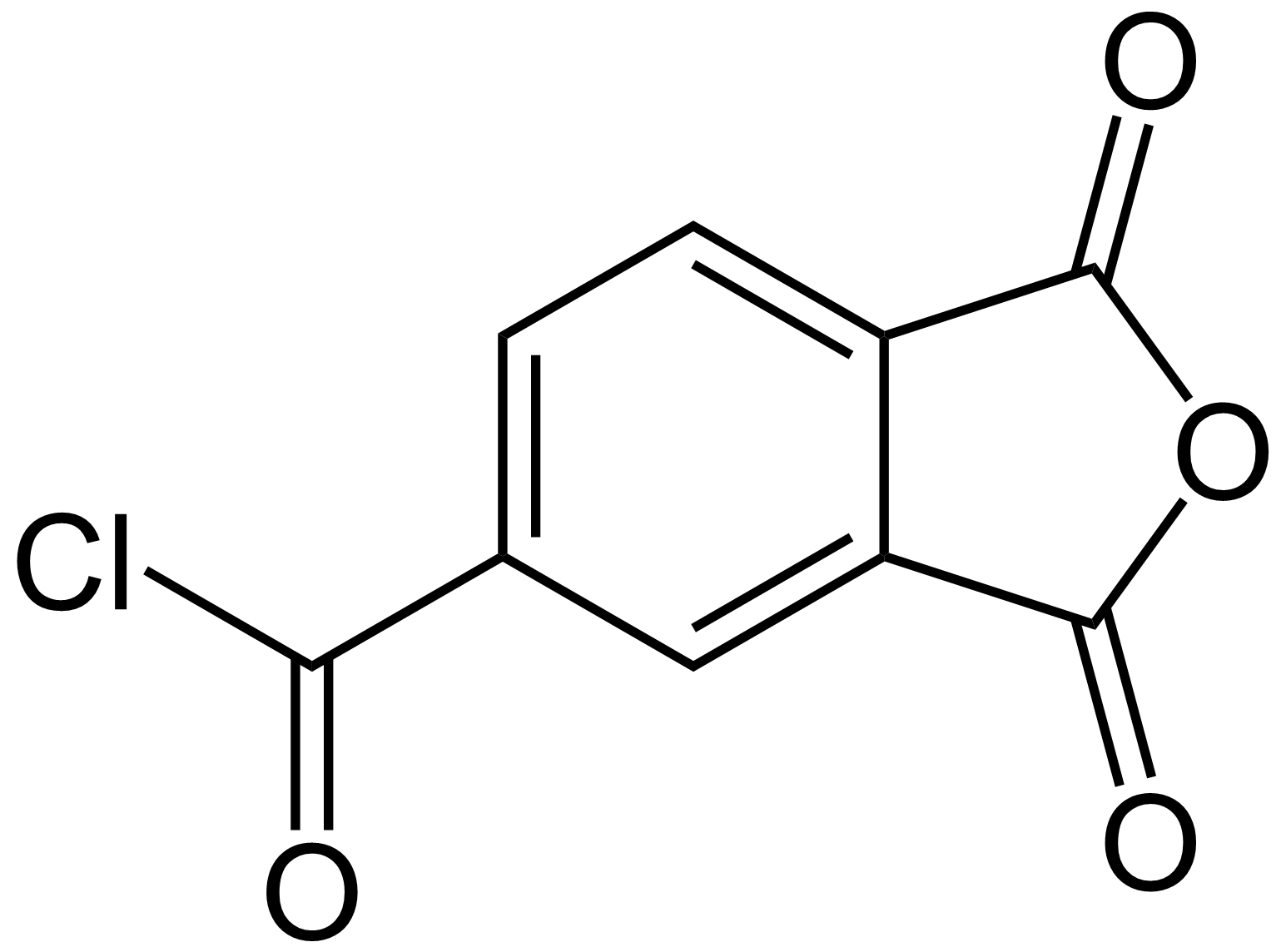
Chlorid kyseliny mellitové

Methylendianilin

První metoda výroby polyamido-imidů je založena na kondenzaci aromatického diaminu, například methylendianilinu, a chloridu anhydridu kyseliny trimellitové. Reakcí anhydridu s diaminem vzniká meziprodukt v podobě amikyseliny. Acylchloridová skupina zreaguje s aromatickým aminem, čímž se vytvoří amidová vazba a uvolní kyselina chlorovodíková jako vedlejší produkt. Při průmyslové výrobě polyamido-imidů se polymerizace provádí v dipolárním aprotickém rozpouštědle, jakým je například N-methylpyrrolidon, dimethylacetamid, dimethylformamid, nebo dimethylsulfoxid, za teploty 20-60 °C. Vznikající kyselina chlorovodíková se ihned neutralizuje či odstraňuje promýváním. Dalším zahříváním vysráženého polymeru se zvyšuje jeho molekulová hmotnost a dochází k tvorbě imidových skupin za uvolnění vody.

### Diisokyanátová výroba
Diisokyanátově se vyrábí většina polyamido-imidů používaných jako elektrické izolanty. Diisokyanát, často jde o 4,4’-methylendifenyldiisokyanát, reaguje s anhydridem kyseliny mellitové. Získané produkty mívají vysoké molekulové hmotnosti a jde o plně imidované polymery neobsahující vedlejší produkty kondenzace, protože jako vedlejší produkt vzniká snadno odstranitelný oxid uhličitý.